# Société des Autos Juwel

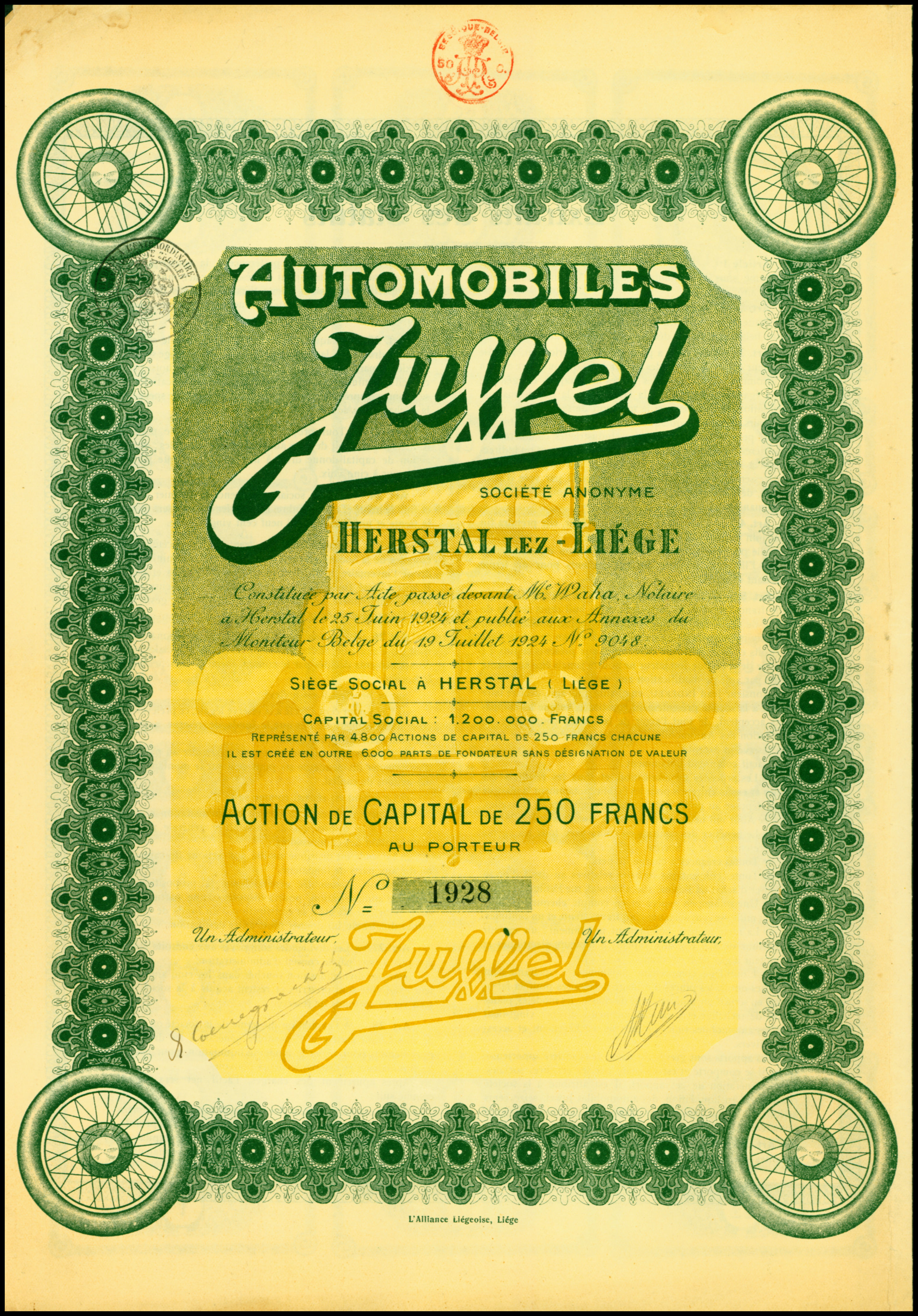
Aktie über 250 Francs der Automobiles Juwel S.A. vom 19. Juli 1924

Die Société des Autos Juwel war ein belgischer Hersteller von Automobilen.

## Unternehmensgeschichte
Das Unternehmen hatte seinen Sitz an der Rue Royale 51 in Brüssel und eine Fabrik in Herstal. Es wurde 1922 gegründet und begann 1923 mit der Produktion von Autos. Der Markenname lautete Juwel. Im September 1927 erfolgte die Umbenennung in Société Juwel, Constructions Automobiles SA. 1928 endete die Produktion.

## Fahrzeuge
Die ersten beiden Modelle 6/8 HP und 8/10 HP hatten einen Vierzylindermotor mit 1131 cm³ Hubraum. Sie unterschieden sich nur in der Größe der Karosserien. Beide Modelle waren als Limousine, offener Tourenwagen und Lieferwagen erhältlich. 1924 erschien das Nachfolgemodell 9 HP mit dem gleichen Motor. Im Dezember 1928 wurde auf dem Salon von Brüssel der Prototyp TA-4 gezeigt. Dieses Modell hatte Frontantrieb, ging aber nicht mehr in Serienproduktion.
Die Société Astra Motors SA entwickelte das Frontantriebsmodell weiter und brachte es 1929 als Astra auf den Markt.